# Tropidoprion grandidieri
Tropidoprion grandidieri är en skalbaggsart som först beskrevs av Auguste Lameere 1903.
Tropidoprion grandidieri ingår i släktet Tropidoprion och familjen långhorningar. Artens utbredningsområde är Madagaskar. Inga underarter finns listade i Catalogue of Life.